# محول

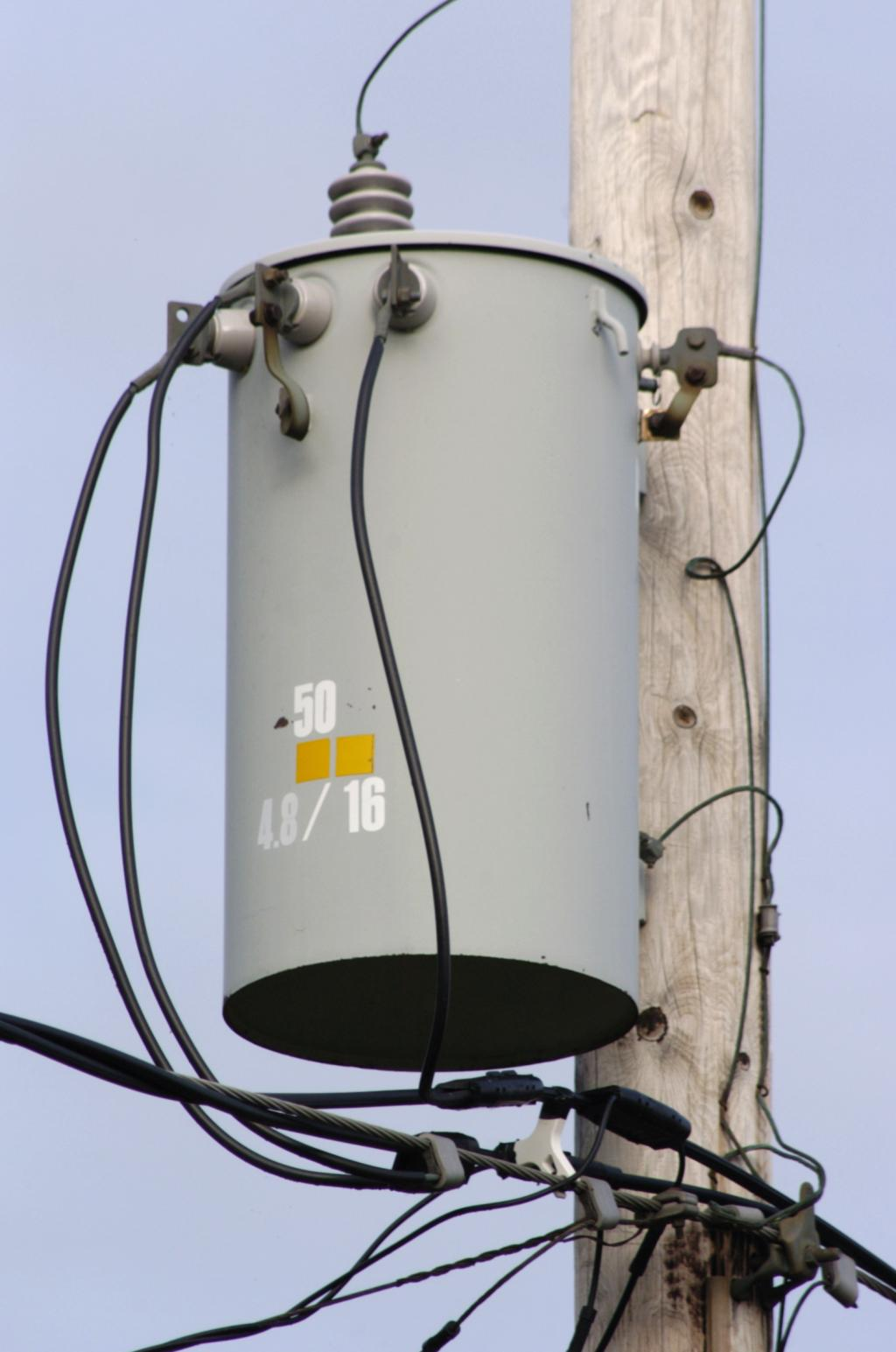
محول توزيع وجه واحد في كندا 120/ 240 فولت،

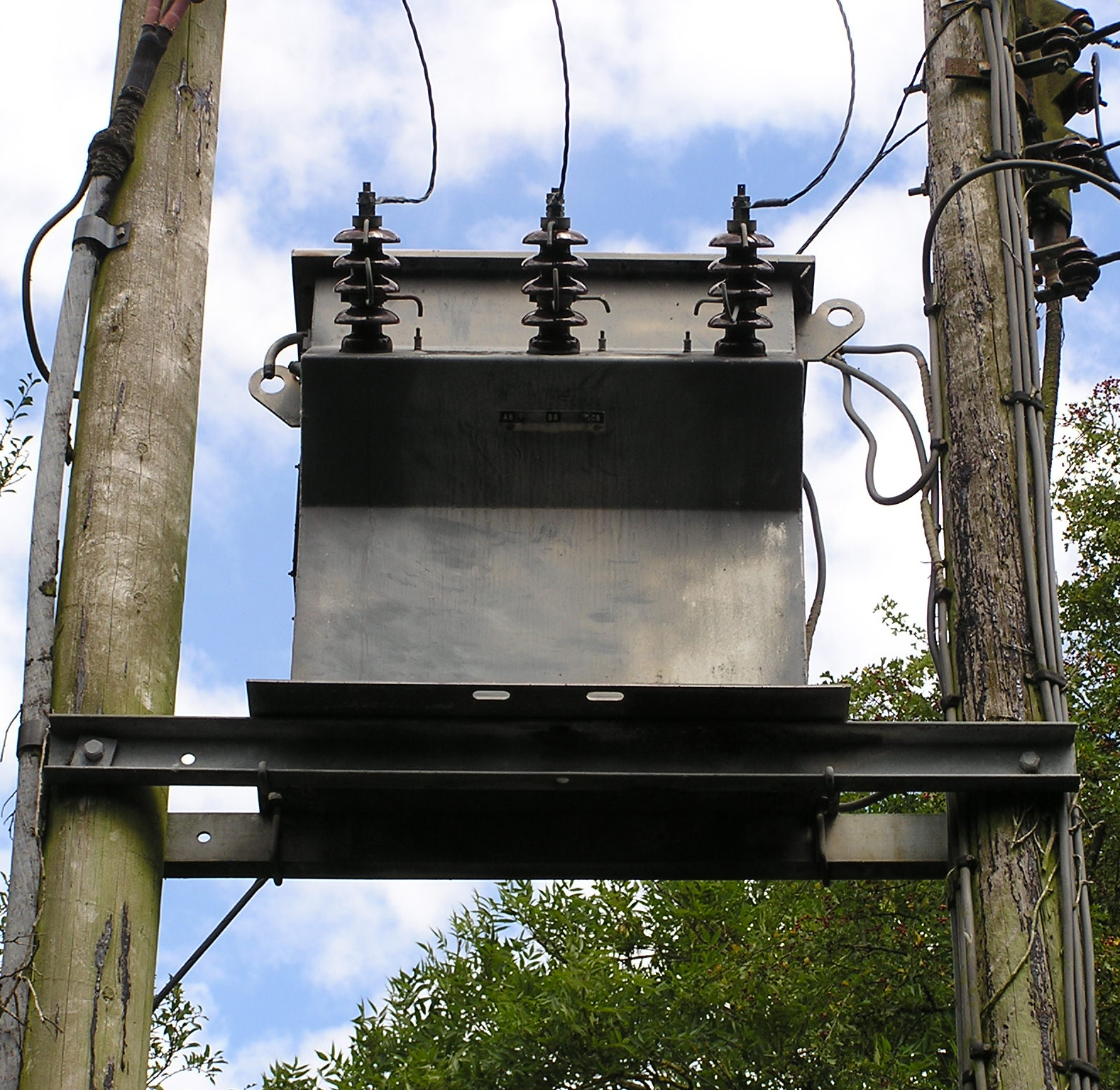
محول

المُحوِّل (بالإنجليزية: Transformer) جهاز في الهندسة الكهربائية، يعمل على رفع أو خفض القوة الدافعة الكهربائية المترددة الناتجة عن مصدر جهد كهربائي مترد من دون ان يحدث أي تعديل على مقدار التردد، مؤلف من ملفين من الأسلاك المنفصلة الملفوفة حول قضبان حديدية فقط بمسافة بسيطة، يسمى الطرف المرتبط بالمولد الكهربي بالملف الابتدائي بينما يطلق على الطرف المرتبط بالحمل مسمى الثانوي، ويستخدم المحول لتغيير قيمة الجهد الكهربائي
في نظام نقل الطاقة الكهربائية الذي يعمل على التيار المتردد حيث لا يمكن أن يعمل المحول في أنظمة التيار المستمر. فإذا كان جهد الطرف الثانوي أقل من جهد الابتدائي كان المحول خافضا للجهد أما لو كان جهد الثانوي أعلى من جهد الابتدائي كان المحول رافعا للجهد.

## المبدأ
يقوم مبدأ عمل المحول الكهربي على قانون فرداي للحث الكهرومغناطيسي الذي ينص على أن قيمة القوة المحركة الكهربائية (الجهد الكهربائي) تتناسب طرديا مع معدل تغير التدفق المغناطيسي  ولهذا السبب فإن المحول لا يعمل في أنظمة التيار المستمر لإن التيار المستمر يخلق مجالا مغناطيسيا ثابتا مقدار تغيره يساوي الصفر فلا يمكن خلق جهد كهربي حينها بطريقة الحث وهذا أحد الأسباب الرئيسية لتفضيل التيار المتردد على المستمر الذي لا يوجد له طريقة عملية واقتصادية لتحويل قيمة الجهد.
وبتطبيق قانون فاراداي
{\displaystyle V_{\text{S}}=-N_{\text{S}}{\frac {\mathrm {d} \Phi }{\mathrm {d} t}}}
{\displaystyle V_{\text{P}}=-N_{\text{P}}{\frac {\mathrm {d} \Phi }{\mathrm {d} t}}}
{\displaystyle n={\frac {V_{\text{P}}}{V_{\text{S}}}}={\frac {-N_{\text{P}}}{-N_{\text{S}}}}}

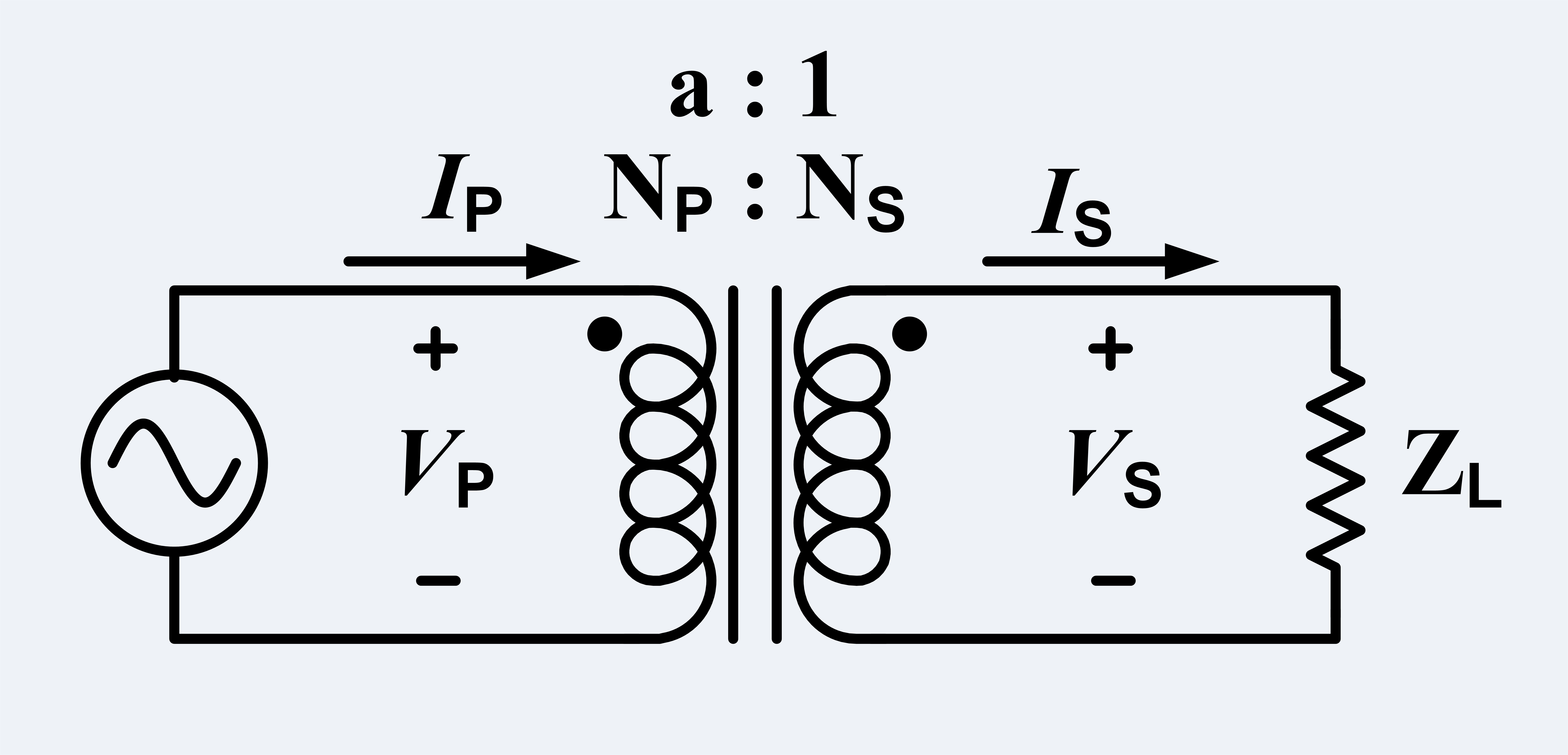
محول متصل بمصدر V_{P} على الجانب الابتدائي عليه حمل Z_{L} في الجانب الثانوي حيث 0 < Z_{L} < ∞.

وبتطبيق قانون بقاء الطاقة تكون القدرة الفعالة وغير الفعاله تساوي:
{\displaystyle S=I_{\text{P}}V_{\text{P}}=I_{\text{S}}V_{\text{S}}}
وفي حالة المحول المثالي تكون العلاقة بين قيم الجانب الابتدائي والجانب الثانوي هي:
{\displaystyle {\frac {V_{\text{P}}}{V_{\text{S}}}}={\frac {I_{\text{S}}}{I_{\text{P}}}}={\frac {N_{\text{P}}}{N_{\text{S}}}}={\sqrt {\frac {L_{\text{P}}}{L_{\text{S}}}}}=n} .
حيث
Vp هو جهد الابتدائي
Vs هو جهد الثانوي
Ip هو تيار الابتدائي
Is هو تيار الثانوي
n هي النسبة بين عدد لفات الملف الثانوي إلى عدد لفات الملف الابتدائي، وهي تسمي ب (turns ratio).
للمحولات خافضة الجهد تكون n > 1 .
بينما في حالة المحولات رافعه الجهد تكون n < 1
وبتطبيق قانون أوم
{\displaystyle Z_{\text{L}}={\frac {V_{\text{S}}}{I_{\text{S}}}}}
وتكون قيمة Z'L (وهي قيمة ZL منسوبة للابتدائي)
{\displaystyle Z'_{\text{L}}={\frac {V_{\text{P}}}{I_{\text{P}}}}={\frac {nV_{\text{S}}}{I_{\text{S}}/n}}=n^{2}{\frac {V_{\text{S}}}{I_{\text{S}}}}=n^{2}{Z_{\text{L}}}} . 
ومن المعروف أن الفيض اللازم لينشأ Es يساوي:
{\displaystyle E_{\text{rms}}={\frac {2\pi fNaB_{\text{peak}}}{\sqrt {2}}}\approx 4.44fNaB_{\text{peak}}}
حيث:
B هي كثافة الفيض في القلب الحديدي.
A هي مساحة مقطع القلب الحديدي.
وإذا كان الفيض لا يحتوي على توافقيات يكون متوسط الجهد لنصف دورة (Eavg) لأي شكل موجة يساوي:
{\displaystyle E_{\text{avg}}=4fNaB_{\text{peak}}\!}

المحول المثالي

حينما يسري تيار كهربائي في لفلفات الطرف الابتدائي ينتج فيض مغناطيسي يمكن تحديد اتجاهه عن طريق قاعدة اليد اليمنى فعندما تشير أصابع اليد اليمنى إلى اتجاه اللفلفات فإن الإبهام يشير إلى اتجاه التدفق المغناطيسي. فعند مرور تيار متردد في الملفات الابتدائية فإن مجالا مغناطيسيا متردد ينشأ بالتبعية حسب قانون فاراداي الأول. والسبب في نشوء هذا المجال هو حركة الشحنات الكهربائية سواء كانت هذة الشحنات نتيجة حركة الإلكترونات حول الذرات كما في المغناطيس الدائم، أو كانت نتيجة حركة الشحنات في التيار الكهربي كما في المغناطيس الكهربي.
والمجال المغناطيسي المتردد ينشأ عنه مرور خطوط الفيض ذات قوة متغيرة بالقلب الحديدي للمحول، فتقطع هذة الخطوط ملفات الثانوي، ومن ثم ينشأ في ملفات الثانوي جهد كهربيا وذلك حسب قانون فاراداي الثاني (قانون الحث). أي أن المجال المغناطيسي الناشئ من الملف الابتدائي يتسبب في توليد جهد في الملف الثانوي عن طريق ما يسمى بالحث الكهرومغناطيسي، حيث يتسبب المجال المغناطيسي المتغير في تحريك الشحنات في الملف الثانوي.
وبما أنه لا يوجد أي اتصال أو تلامس بين الطرفين الابتدائي والثانوي فإن الفيض المغناطيسي يسري في دائرة مغناطيسية بين الطرفين ووقتما يصل الفيض للفلفات الطرف الثانوي يبدأ جريان تيار في هذه اللفلفات يمكن تحديد اتجاهه بالطريقة المذكورة أعلاه لكن هذه المرة بجعل اتجاه الإبهام أولا موافقا لاتجاه الفيض المغناطيسي وحينها تكون الأصابع مشيرة إلى اتجاه جريان التيار في اللفلفات.
ولا يصلح المحول للتعامل مع الجهد المستمر لأنه يحتاج إلى موجة جيبية (جهد متردد) في ملفات الابتدائي ليكون جهد الملف الثانوي متغيرا (متزايد أو متناقص), أما إذا ثبتت قيمة الفيض فسيكون الجهد في الملف الثانوي بصفر.
ولدراسة وحساب الأداء الفعلي للمحولات مثل كفاءة المحول يجب التفريق بين المحول المثالي والمحول الحقيقي ومن أهم أوجه الاختلاف بينهما 

### مقاومة الملفات
لملفات الابتدائي والثانوي مقاومة كهربية تتوقف قيمتهما على نوع الموصل ومساحة مقطعه وعند إخذ قيمتهما في الاعتبار فهذا يعني أن القدرة الداخلة تصبح بالضرورة أكبر من القدرة الخارجة لوجود مفاقيد. وأن الجهد على الأطراف لا يساوي بالضرورة الجهد الناشئ بالحث داخل الملفات بسبب الهبوط في الجهد والذي يساوي رياضيا IX.

### الفيض المتسرب

الفيض المتسرب

في المحول المثالي يتم افتراض أن الفيض الناشئ من الملفات الابتدائية يمر كله في القلب الحديدي دون تشتت حتى يقطع الملف الثانوي، وكذلك الحال بالنسبة للفيض الناشئ عن مرور تيار في الملف الثانوي. وكل هذا غير واقعي، والصحيح أن مرور التيار في الملفين ينشأ فيضا ولكن جزءا من كل فيض منهما يتسرب خارج القلب ويسمى بالفيض المتسرب. وهذا الفيض تتناسب قيمته طرديا مع طول المسافة بين الملفين، فكلما تباعد الملفين عن بعضهما كلما زاد معدل التسريب، ولذا ستجد عمليا في المحولات أن الملفات الابتدائية توضع مباشرة فوق ملفات الثانوي (أو العكس) لتقليل الفيض المتسرب. ونتيجة لهذا التسريب فإن الجهد المتولد بالحث داخل الملف الثانوي E2 سيكون أقل من المتوقع طبقا لقانون فارداي، كما أن الجهد الذي ينشأ على أطراف الحمل V2 سيكون بالضرورة أقل في القيمة من الجهد المتولد في الملفات الثانوية والنقص الحاصل في الجهد بين E2 و V2 يتم اعتباره كما لو أنه ضاع في ملف له حثية L وهي التي ينتج عنها الفيض المتسرب X2 .

### مفاقيد الدائرة المغناطيسية
عند توصيل الملف الابتدائي بمصدر للجهد فإن التيار الناشئ عن الفيض Io سوف يمر بالمحول منشأ فيض مغناطيسي Ø في القلب الحديدي ومرور هذا الفيض في القلب الحديدي يسبب نوعين من مفاقيد الدائرة وهما المفاقيد الناتجة عن التيارات الدوامية والمفاقيد الناتجة عن التلاكؤ

#### التيارات الدوامية

مخطط يظهر فيه التيارات الدوامية في إحدي المحولات باللون الأخضر, ويظهر منحني الفيض المغناطيسي للقلب باللون الأحمر, بينما يظهر تيار المغنطة باللون الأزق

طبقا لقانون فارداي فإن الفيض المتردد حين يقطع موصل فإنه يولد فيه تيار كهربي وينطبق هذا القانون على الأسلاك النحاسية التي تصنع منها الملفات الابتدائية والثانوية في المحول كما ينطبق أيضا على القلب الحديدي، ويسمى هذا التيار بالتيار الدوامي وهو تيار غير مرغوب فيه ويمثل فقد للقدرة على صورة حرارة تتولد في القلب الحديدي. ويجب عند التصميم الحرص على تقليل قيمة هذا التيار، عن طريق جعل مقاومة القلب الحديدي عالية عن طريق صنعها من شرائح معدنية رفيعه ومضغوطة معا ومعزولة عن بعضها. وبذلك تكون مساحة المقطع صغيرة، ومن المعروف أن مساحة المقطع تتناسب عكسيا مع قيمة المقاومة طبقا للعلاقة التالية:
{\displaystyle R=\rho {\frac {l}{s}}={\frac {l}{\gamma .s}}\,}
حيث
- {\displaystyle \rho \,} هي المقاومية أو (المقاومة النوعية) وتقاس بالأوم.متر (Ω.m).
- {\displaystyle l\,} طول المقطع ويقاس بالمتر.
- {\displaystyle s\,} مساحة المقطع العرضي وتقاس بالمتر المربع.
- {\displaystyle \gamma \,} الموصلية الكهربائية التي هي مقلوب المقاومية، وتعطى بمقلوب الأوم.متر Ω.m)−1).

#### التلاكؤ

منحنى مغناطيسية لقطعة حديد.

عند مرور الفيض في القلب الحديدي فإن جزئيات القلب الحديدي تستجيب له بدرجة ما، وتترتب بانتظام في اتجاه المجال المغناطيسي الموضوع عليها. وعند فصل الدائرة الكهربية فإنه من المفترض أن يختفي تأثير المجال على الجزيئات ولكن هذا لا يحصل إلا في المحول المثالي. ففي الحياة العملية فإننه يتبقي في المادة الحديدية جزء من المغناطيسية يسمى بالفيض المتبقي، أي أننا نفقد جزءا من القدرة المغناطيسية داخل المادة الحديدية. وتبعا لصيغة شتاينميتز فإن الطاقة الحرارية المتولدة بسبب ظاهرة التلاكؤ تحسب من العلاقة التالية:
{\displaystyle W_{\text{h}}\approx \eta \beta _{\text{max}}^{1.6}}
بينما الفقد الكلي يحسب من:
{\displaystyle P_{\text{h}}\approx {W}_{\text{h}}f\approx \eta {f}\beta _{\text{max}}^{1.6}}
حيث:
f هو التردد. 

η هو معامل التلاكؤ. 

βmax هي أقصى كثافة حث. 

ويتراوح قيمة الأس من 1.4 إلى 1.8 ولكنه يؤخذ للحديد ب 1.6 .
ويعبر عن هذا المفهوم منحني المغناطيسية (B-H curve) فالمنحني يبدأ في أول دورة فقط من نقطة الصفر ثم في باقي الدورات من نقطة على المحور الأفقي ويتزايد حتي يصل إلى أقصى قيمة والتي بعدها يحدث تشبع، ثم يبدأ في التناقص، ومع تناقص قيمة H (والتي تتناسب قيمتها طرديا مع قيمة التيار) إلى الصفر لا تصل قيمة B (والتي تتناسب قيمتها طرديا مع الفيض) إلى الصفر ويكون الفرق بين القيمة التي وقفت عندها B وبين الصفر هي الفيض المتبقي في القلب بعد وصول التيار المنشئ له إلى الصفر.

## التاريخ

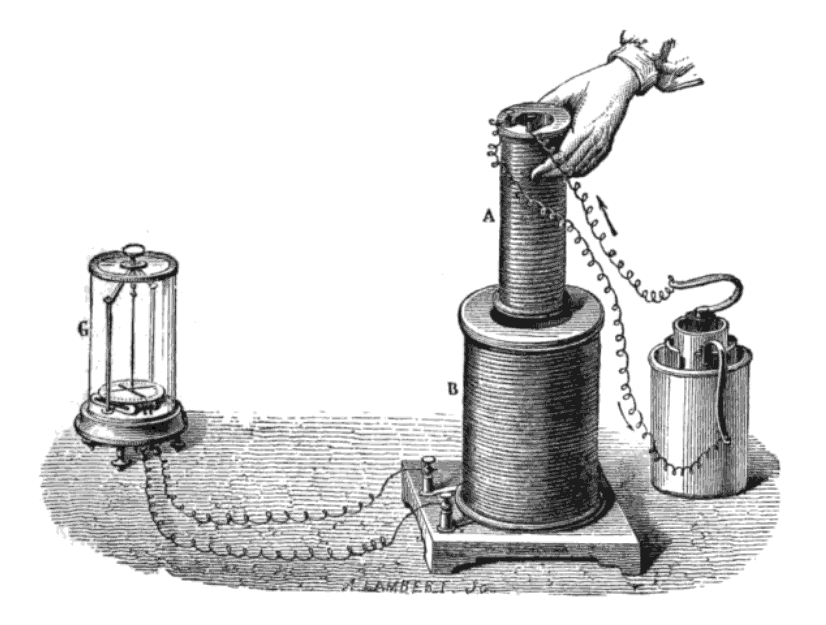
تجربة فارداي لصناعة المحول الحثي

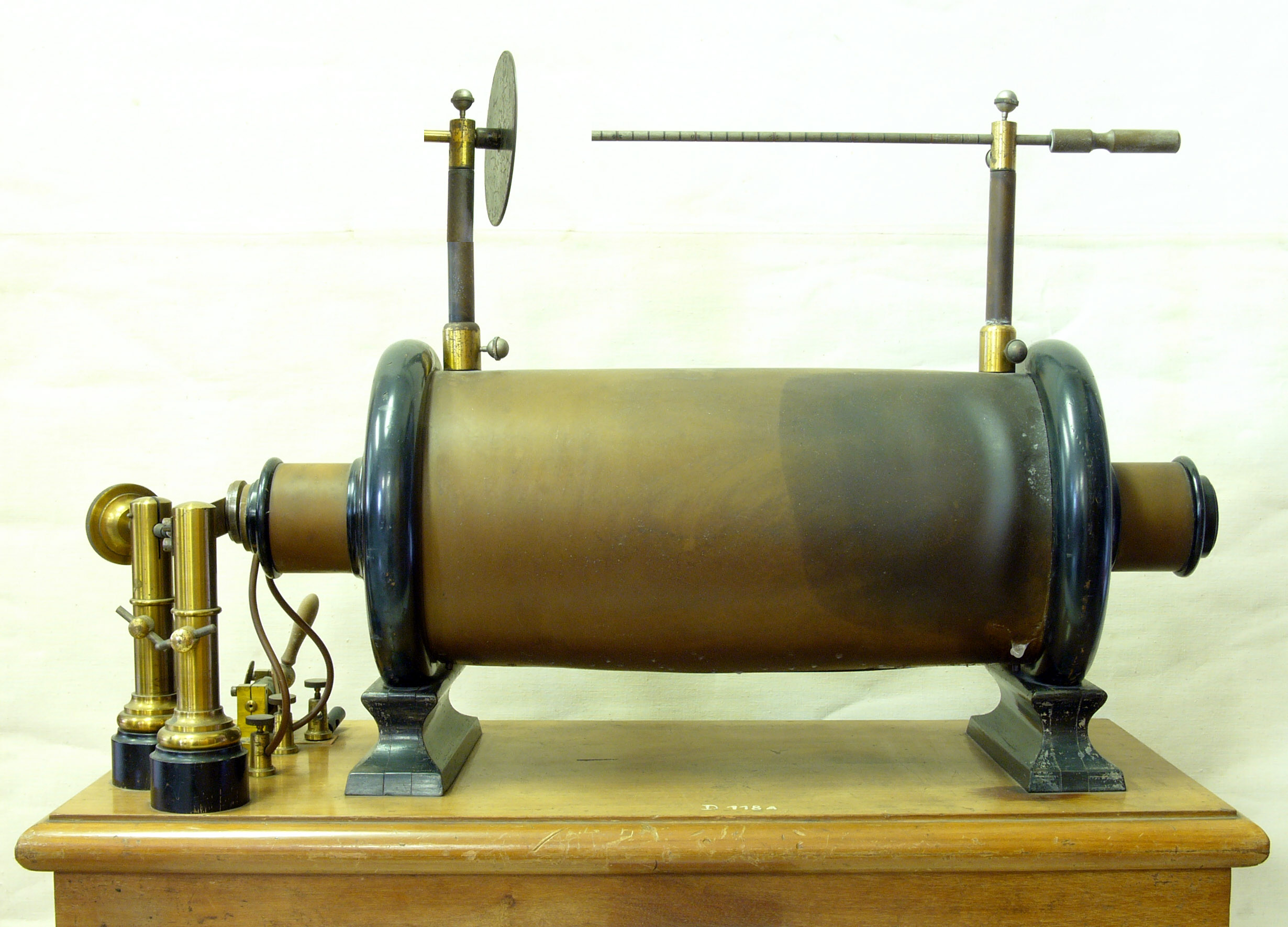
ملف حثي عام 1900 في بريمرهافن ، ألمانيا

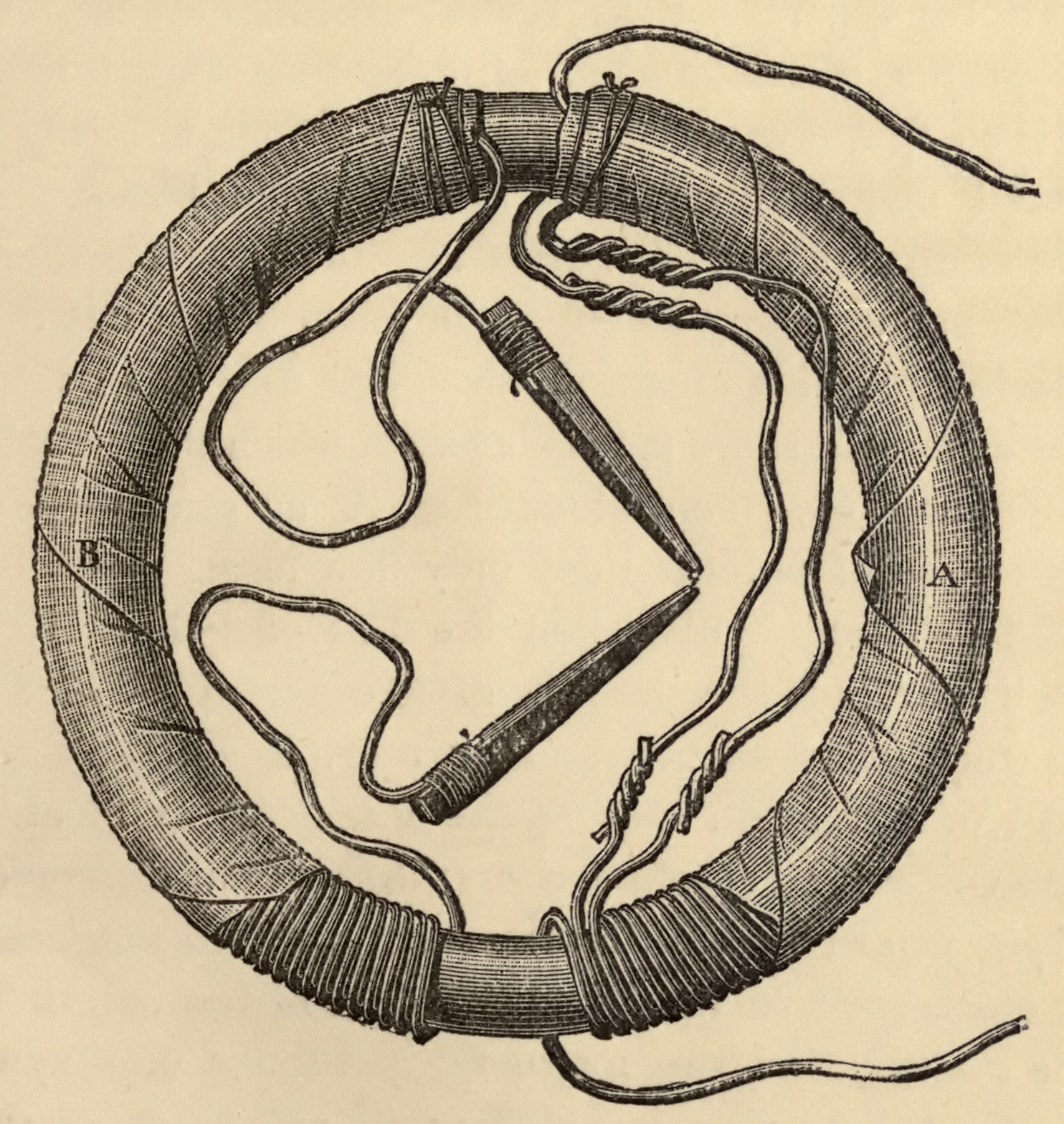
محول فارداي

كان مايكل فاراداي أول من إكتشف في عام 1831 ظاهرة الحث المتبادل بين ملفين منفصلين ومتواجدين على قلب مصنوع من مادة مغناطيسية، وقام بقياس القوة الدافعة الكهربائية عمليا في أحد الملفين نتيجة تغير التيار في الملف الآخر. ثم ظهرت لأول مرة في عام 1882 محولات مصنعة من ملف ابتدائي واحد وعدة ملفات ثانوية بغرض الحصول على قيم مختلفة للجهود الثانوية. وأكمل من بعده العالم الفيزيائي الأمريكي جوزيف هنري عام 1832, وطبقا لقانون فاراداي فإن العلاقة بين القوة الدافعة الكهربائية والفيض المغناطيسي تأتي من العلاقة التالية:
{\displaystyle |{\mathcal {E}}|=\left|{{\mathrm {d} \Phi _{\text{B}}} \over \mathrm {d} t}\right|}.
حيث
{\displaystyle |{\mathcal {E}}|} هي القوة الدافعة الكهربائية وتقاس بالفولت.
ΦB هو الفيض المغناطيسي المتولد في الدائرة الكهربية ويقاس بالويبر.
وقد كان ظهور المحولات ذات القلب المغناطيسي عام 1884 هو بداية لإستخدام المحولات في تحويل الطاقة الكهربائية إلى جهود عالية، ونقلها لمسافات بعيدة. وكان أول من قام بهذه الخطوة الأخوان جون وإدوارد هوبكنسون، حيث قاما بصنع محول بسيط قلبه مصنوع من صفائح فولاذية معزولة، ومن ملفين أحدها للجهد المنخفض والآخر للجهد العالي.
وبعدها جاء العالم المجري ويري الذي كان أول من أطلق اسم المحول على هذة الأجهزة، وابتكر فيما بعد فكرة توصيل المحولات على التوازي. أما بالنسبة للمحولات الثلاثية فقد كان العالم الروسي دوليف دوبروفولسكي أول من اخترع المحول الثلاثي في عام 1889.

## المزايا
تعتبر الميزة الأهم للمحولات في منظومة القوى الكهربية هي خفض قيمة التيار المنقول عبر الخطوط والكابلات ولكن هذة الميزة يترتب عليها مزايا أخرى مثل:
تقليل القدرة المفقودة أثناء نقل الطاقة الكهربائية
وهذة هي الميزة الأولي المترتبة على خفض قيمة التيار، فبما أن القدرة تساوي مربع التيار المار في مقاومة ما فإنه عند خفض قيمة التيار تنخفض قيمة القدرة المنقولة بشكل كبير.
{\displaystyle P=I^{2}R}
خفض قيمة الهبوط في الجهد 
الميزة الثانية المترتبة على خفض قيمة التيار عبر خطوط النقل هي خفض قيمة الهبوط في الجهد، فمن المعلوم أن الجهد عن نقطة الوصول يساوي جهد المصدر مطروحا منه قيمة الفقد في الجهد وقيمته رياضيا IX وذلك بإهمال قيمة المقاومة R ومن ثم فكلما زاد التيار المار في الخط كلما زادت نسبة الهبوط في الجهد.
تقليل تكلفة خطوط النقل وأبراج القوى الكهربية 
الميزة الثالثة المترتبة على خفض قيمة التيار المنقول هي استخدام موصلات عددها أقل، وهذا يعني تكلفة أقل في سعر الموصلات، وفي أحجام الأبراج التي تحمل هذة الموصلات.

## التركيب
المحول الكهربي في أبسط صوره هو عبارة عن قلب حديدي ملفوف على جانبيه ملفين الأول يسمى بالملف الابتدائي وهو الملف المتصل بمصدر الطاقة ويتكون من عدد من اللفات Np بينما يتصل الثاني بالحمل المراد نقل الطاقة إليه ويسمى الملف الثانوي ويتكون من عدد آخر من اللفات Ns والإتصال بالحمل يمكن أن يكون مباشرة على أطراف الثانوي، أو من خلال خطوط نقل.
وبذلك يمكن القول أن العنصرين الأساسيين في تركيب المحول هما القلب الحديدي والملفات. ويصنع القلب من مواد حديدية لها خواص مغناطيسية جيدة. والملفات فهي تصنع من موصلات كهربية جيدة التوصيل (غالبا النحاس) ذات مقاطع تتناسب وشدة التيار الذي ستحمله، وتلف حول القلب الحديدي بأشكال متنوعة وتكون هذه الملفات معزولة عن بعضها البعض، ومعزولة أيضا عن القلب الحديدي، بل أن الطبقات المختلفة في الملفات الواحد تكون أيضا معزولة عن بعضها.
ويتم لف الملفات حول القلب الحديدي للتحكم في قيمة الجهد المتولد بالحث في الجانب الثانوي، ويمكن التحكم في قيمة الحث بدرجة الارتباط المغناطيسي بين الملفين أيضا حيث ترتفع قيمة الجهد المتولد في الثانوي بالحث كلما كانت درجة الارتباط بين الملفين أكبر ويتم ذلك بطريقتين:
- زيادة تقارب الملفين بدرجة أكبر من بعضهما.
- وضع قلب حديدي بينهما بدلا من الهواء.

ويمكن إثبات كلا من الشرطين السابقين في المعمل. فيتم إثبات الشرط الأول باستخدام جهاز راسم الموجات (oscilloscope). والثاني بتجربة بسيطة حيث يتم توصيل مصباح صغير على أطراف ملف الثانوي ويتم ملاحظة مدى شدة إضاءته إذا كان الملفين على مسافة واحدة وبينهما هواء مرة وبينهما قلب حديدي مرة أخرى، ونلاحظ في الحالة الثانية ان المصباح سيزداد سطوعا مما يدل على زيادة الجهد المتولد بالحث في الجانب الثانوي رغم ثبات عدد اللفات والمسافة في الحالتين.

### القلب

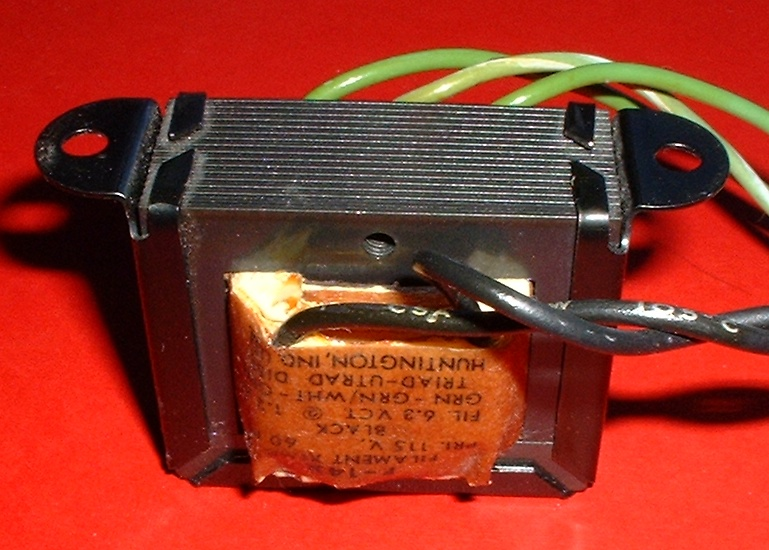
قلب حديدي لإحدى المحولات

القلب في المحولات مصمم لتحمل الفيض المغناطيسي الناشئ عن مرور التيار في الملف الابتدائي ونقله ليقطع الملف الثانوي ليتولد الجهد بالحث في الملف الثانوي. وهذا المسار الذي يسري فيه الفيض يجب أن يكون ذا معاوقة مغناطيسية ضعيفة ليسهل مرور الفيض.

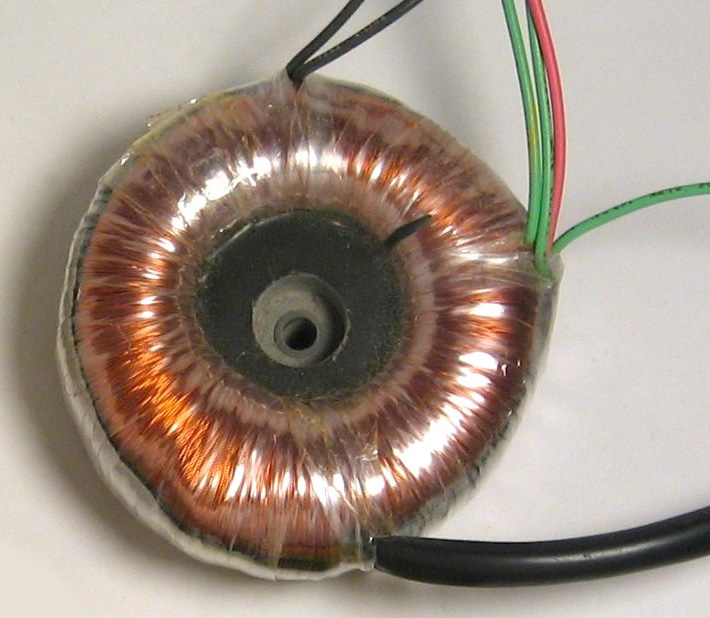
قلب صغير لمحول

وقلب المحول عمليا يصنع من رقائق ذات سمك 0.3 ملم من مادة الصلب السليكوني موجه الحبيبات والمدرفل على البارد (CRGO) ويتميز هذا النوع بالتالي:
- الصلب: له كفاءة عالية لتمرير الطاقة المغناطيسية نظرا لارتفاع النفاذية النسبية له، كما أنه يعطي أقل قدر ممكن من مفقودات التيارات الدوامية مما يساعد على رفع كفاءة المحول.
- السليكوني: يتم عزل الشرائح بعضها البعض بمادة السليكون لتقليل أثر التيارات الدوامية.
- المدرفل على البارد: يتم درفلة شرائح الصلب من السمك الذي تم تصنيعها عليه حوالي 5 ملم إلى السمك الذي سيتخدم في المحول 0.3 ملم على عدة مراحل في درجة حرارة منخفضة وذلك حتى يسهل التعامل معها وتقطيعها بشكل منتظم لتكوين القلب الحديدي.
- موجه الحبيبات: يتم ترتيب بلورات الصلب في اتجاه الدرفله على البارد حتي لا تسبب مقاومة لمرور الفيض المغناطيسي.

في هذا النوع تتراوح كثافة الفيض داحل الدائرة المغناطيسية بين 1.6 : 1.8 تسلا. ويراعى عدم زيادة هذة القيمة إلى الحد الذي يسبب تشبع القلب الحديدي، لان التشبع يتسبب في خفض كفاءة التشغيل وظهور توافقيات غير مرغوب فيها.

يتم صناعة القلب الحديدي من شرائح لتقليل قيمة التيارات الدوامية

يجب أن تتوفر عدة سمات في المادة التي تستخدم في صناعة القلب الحديدي مثل:
السماحية
ويرمز لها بالرمز ε وتعني القدرة على نقل الفيض (تصف تأثر العازل الكهربي عند تعرضه لمجال كهربي), ويفضل أن تكون عالية جدا حتي تسمح بمرور فيض عالي في مساحة صغيرة وإلا سيصبح حجم المحول كبير جدا. وبالطبع فإن الهواء يمكن أيضا إستخدامه في نقل الفيض بين الملفات لكفن كفاءته منخفضة جدا مقارنة بالمواد المغناطيسية الأخرى فبعض أنواع الحديد لها سماحية نسبية εr تصل قيمتها إلى 1500 مرة زيادة عن الهواء والتي يرمز لسماحيتة بالرمز ε0 .
ولا يستخدم الهواء كوسط نقل الفيض إلا في حالة المحولات عالية التردد (أعلى من 20 كيلو هرتز) لأن هذة الترددات العالية تتسبب في مفقودات عالية جدا في حالة استخدام قلب حديدي داخل المحول. وبالطبع هذة المحولات تستخدم عادة في الدوائر الإلكترونية، وليست من فئة محولات القوى.
عدم التشبع 
السمة الثانية الضرورية في المادة المغناطيسية هي ألا تدخل بسرعه في مرحلة التشبع لأنه عند حدوث تشبع تصبح أي زيادة في قيمة التيار المولد للفيض لا يقابلها زيادة في الفيض.ويجب أن تكون المادة على شكل شرائح رففيعة لتقليل الفقد في الطاقة.
تأريض القلب الحديدي 
جميع الأجزاء المعدنية في المحول سواء الداخلية أو الخارجية يجب أن يتم تأريضها بشكل مضمون. فعند دخول المحول في الخدمة يقع القلب الحديدي وغيره من الأجزاء المعدنية في مجال كهربي شديد ينشأ بين الملفات، فتتكهرب هذة الأجزاء المعدنية الواقعة في هذا المجال، ولكي نتجنب الظاهرة غير المرغوب فيها يجب تأريض القلب والخزان وأدوات التثبيت وكل ما هو معدني وإلا فيمكن أن تتولد قوة دافعة كهربية كبيرة بين هذة العناصر الواقعة في مجال الملفات وهذة القوة الدافعة يمكن أن تقوف قدرة العزل الموجود بين الصفائح المعدنية مثلا حيث أنها الأضعف في درجات العزل لقلة سماكتها، مما قد يتسبب في حدوث تفريغ للشحنة الكهربائية داخل الخزان.

### الملفات

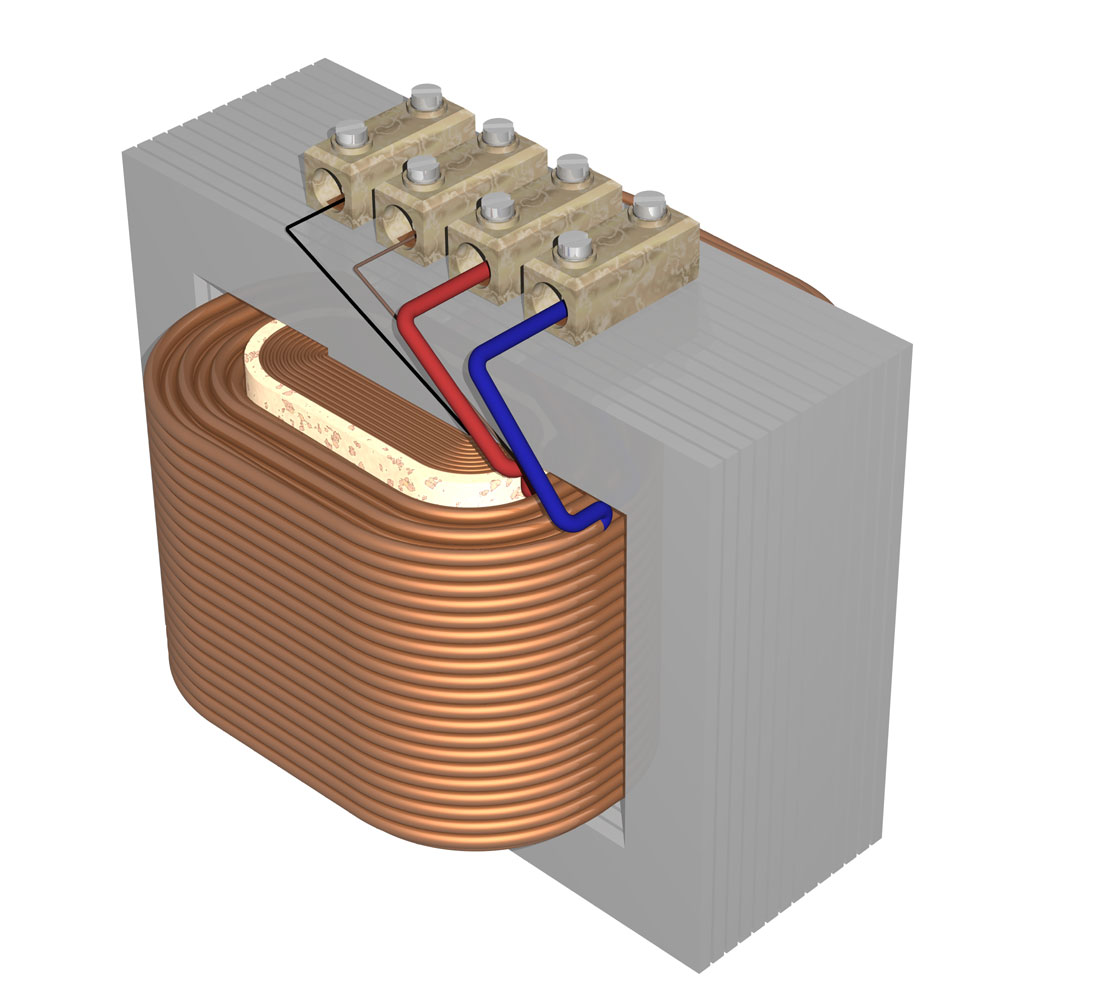
تكون الأسلاك غالبا على شكل شرائح مستطيلة لتقليل التيارات الدوماية والفيض الهارب.

تصنع الملفات غالبا من أسلاك معزولة من النحاس الأحمر النقي، وجميع لفاتها معزولة عن بعضها وعن القلب عزلا كهربائيا، ويحتل النحاس المرتبة الأولى في المواد المستخدمة في صناعة الملفات لأنه يمتاز بعدة مزايا منها: قابليته العالية للتوصيل الكهربي، علما بأن هذه السمة تتوقف أساسا على نسبة الشوائب الموجودة به، فالنحاس الذي يحتوي مثلا على 2 % من الفسفور أو 7 % من الزرنيخ تنخفض قابليته للتوصيل بنسبة 30 % . ومن مزايا النحاس أنه بطئ التأكسد ويتحمل الهواء الرطب ودرجة انصهاره عالية وسهل اللحام، كما أنه سهل السحب والتشكيل.
وتختلف درجة العزل ومساحة المقطع باختلاف قيمة الجهد، وقيمة التيار المار به. وقد يصنع الملف من الألومنيوم، حيث أنه أخف وزنا وأقل سعرا، لكننا سنحتاج معه لمقطع كبير نسبيا لجعله قادرا على تحمل التيارات العالية، لذلك لا يتم إستخدامه إلا في المحولات الصغيرة.
ويتم لف الأسلاك أولا على ماكينات اللف ثم تجفيفها في فرن لطرد الرطوبة وأخيرا يتم تسقيطها فوق حوامل المحول. ويتم وضع فواصب معزولة بين القلب الحديدي وبين الملفات لضمان أعلى درجة من التحمل الميكانيكي. وأشهر الشركات المنتجة لملفات المحولات هي شركة ASTA ولذلك يسمى أحيانا الملف باسمها.
وتكون أسلاك الموصلات غالبا على شكل أسلاك مجدولة أو شرائح مستطيلة. وعند صناعة الموصلات للمحولات الكبيرة يتم عمل تباديل بين الطبقات المكونة لمقطع الموصل الذي يكون غالبا كبيرا. والهدف من هذة العملية هو منع التيارات الدوامية التي يمكن أن تنشأ داخل المقطع الكبير للموصل نفسه نتيجة تعرض أجزاءه لمستويات مختلفة من الفيض بسبب وضعها النسبي فينشأ فرق في الجهد بين بعض الطبقات يتولد نتيجتها تيارات دوامية داخلية في الموصل. وعمل الأسلاك على شكل أسلاك مجدولة يضمن اختفاء هذة التيارات لأنها تلغي بعضها البعض.
أنواع الملفات 
هناك أربعة أنواع مشهورة للف الملفات، وغالبا ما يكون الاختيار بين هذة الأنواع الأربعة بناءا على عدد اللفات المطلوبة وقيمة التيار الذي تحمله.
النوع الأول 
تسمى بالملفات الحلزونية أو الملفات الإسطوانية وهي عبارة عن طبقات متعددة بينها فواصل بين اللفات وبين الطبقات، ويستخدم هذا النوع للملفات التي تحمل تيارات عالية، ويعيبه أنه يشغل حيزا كبيرا لكنه الأكثر ثباتا والأسهل تصنيعا.
النوع الثاني
ويسمى باللف القرصي ويستخدم مع المحولات التي تحتوي على عدد ضخم من اللفات وتحمل تيارا خفيفا أي يستعمل مع الجهد العالي والتيار المنخفض، وغالبا فإن كل الملفات التي تعمل على جهد أكبر من 25 كيلو فولت تلف بهذة الطريقة، حيث يتكون اللفات على شكل قرص بينهما فواصل، ويتم الانتقال من قرص إلى آخر بواسطة اللحام ثم تغطية منطقة اللحام. 

والعوازل هنا موجودة على الموصلات فقط (الأقراص) ولا يوجد عوازل بين الطبقات.
النوع الثالث
ويسمى باللف البرميلي وتستخدم مع المحولات التي تزود بالمغير حيث يمكن فيها إخراج أطراف أجزاء الملفات لتوصيلها بدائرة التحكم في المغير.
النوع الرابع
يتم اللف أولا على قوالب خشبية ثم توضع على القلب الحديدي.
يكون مقطع الملف إما دائريا أو مستطيلا، والمقطع الدائري يتميز بالمتانة الميكانيكية بينما المقطع المستطيل يتميز بقلة المواد المستخدمة في تصنعيه لكنه محدود الاستخدام إلا في المحولات الصغيرة لضعف متانته الميكانيكية لا سيما أثناء حدوث قصر. وعموما يتم ملأ أي فراغات بين الملفات وبين القلب بواسطة فواصل خشبية أو غيرها من المواد العازلة لتحسين المتانة الميكانيكية.

### العوازل
العوازل المستخدمة في المحولات لها عدة أنواع، فمنها ما يستخدم مع الموصلات ومنها ما يستخدم لعزل طبقات الشرائح المعدنية عن بعضها ومنها أيضا ما يستخدم لعزل الملفات عن القلب الحديدي. فبالنسبة للموصلات فسواء إستخدمنا أسلاك مجدولة أو شرائح فلا بد من عزل هذة الموصلات باستخدام عوازل رفيعة وغير سميكة وذات كفاءة لضمان عدم شغل مساحة كبيرة. والعوازل المستخدمة مع الموصلات أشهرها طلاء ال Enamel . أما العزل الورقي فقد قل إستخداه كثيرا لمصلحة البليميرات الصناعية أو القماش الصناعي. أما العزل بين الطبقات المختلفة فغالبا يستخدم له ورق الكرافت.
بعد تجميع المحول يجب تجفيفه في أفران خاصة، حيث أن الأجزاء العازلة في المحول تتألف غالبيتها من مواد ليفية (خشب، كرتون، عازل، ورق عازل) وهذة النوعية من العوازل لها قابلية عالية لالتقاط الرطوبة مما يؤدي لانخفاض خواص العزل لديها. ولذا يتعرض المحول للتجفيف لطرد الرطوبة. وفي حالة إصلاح المحول بورش المصنع أو في خالة عدم وجود أفران خاصة يتم تجفيف القلب والملفات عليه بواسطه تمرير تيارات الحثية في فولاذ الخزان، وذلك بتمرير تيار متردد في ملف ملفوف حول الخزان ومعزول بعازل حراري قوي، ويمكن وضع مادة عازلة للحرارة حول جسم المحول أولا ثم يلف حولها الملف المؤقت المستخدم لتوليد المجال المغناطيسي الذي سيمر خلال حديد الخزان ويمرر فيه التيار الحثي ويسخنه، وعندئذ تسخدن بقية الأجزاء الداخلية فتتبخر الرطوبة ويفضل أن تتم هذه العملية قبل ملأ الخزان بالزيت.

### الزيت

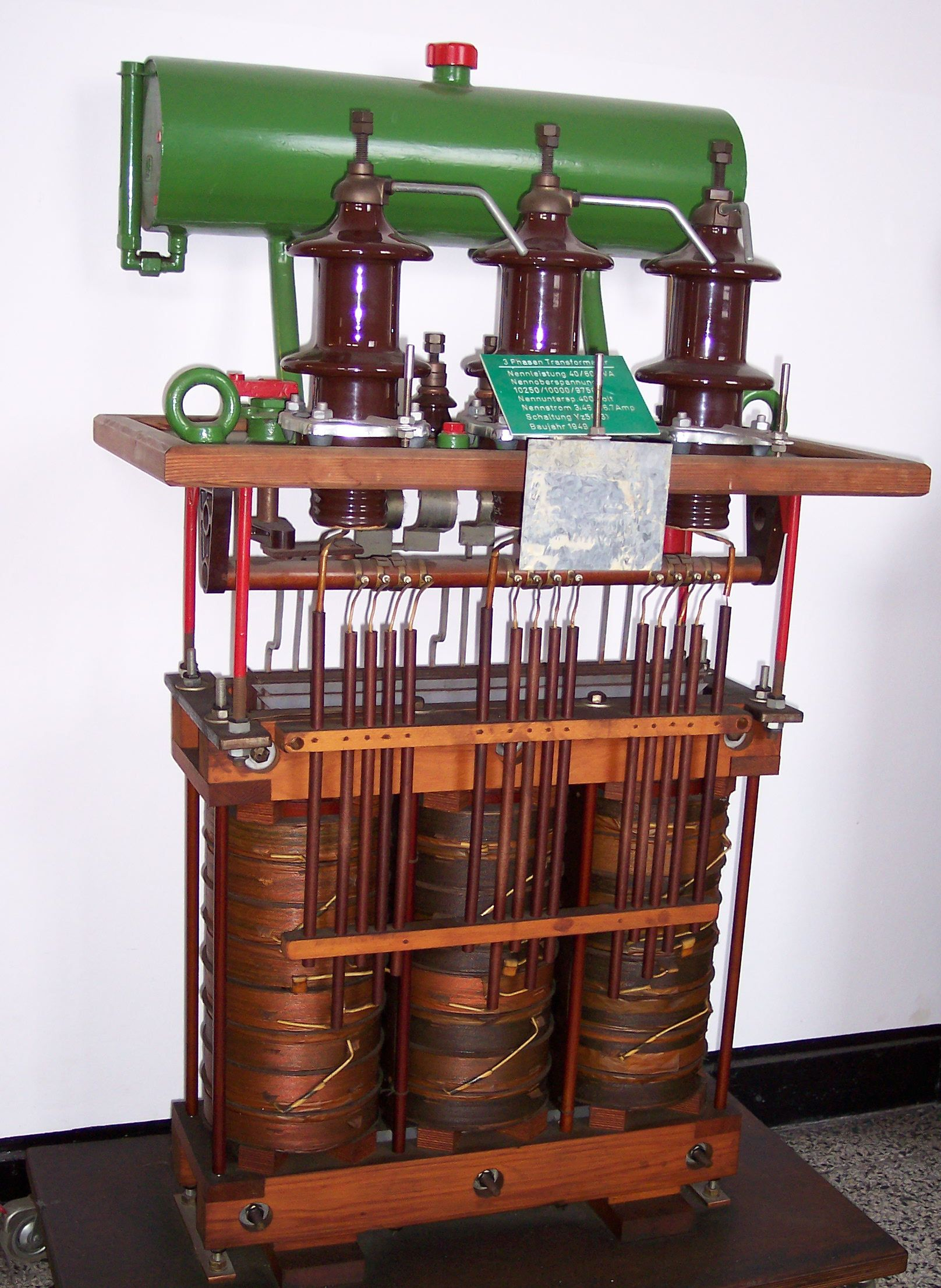
تبريد محول توزيع ثلاثي الأوجه بإستخدام الزيت

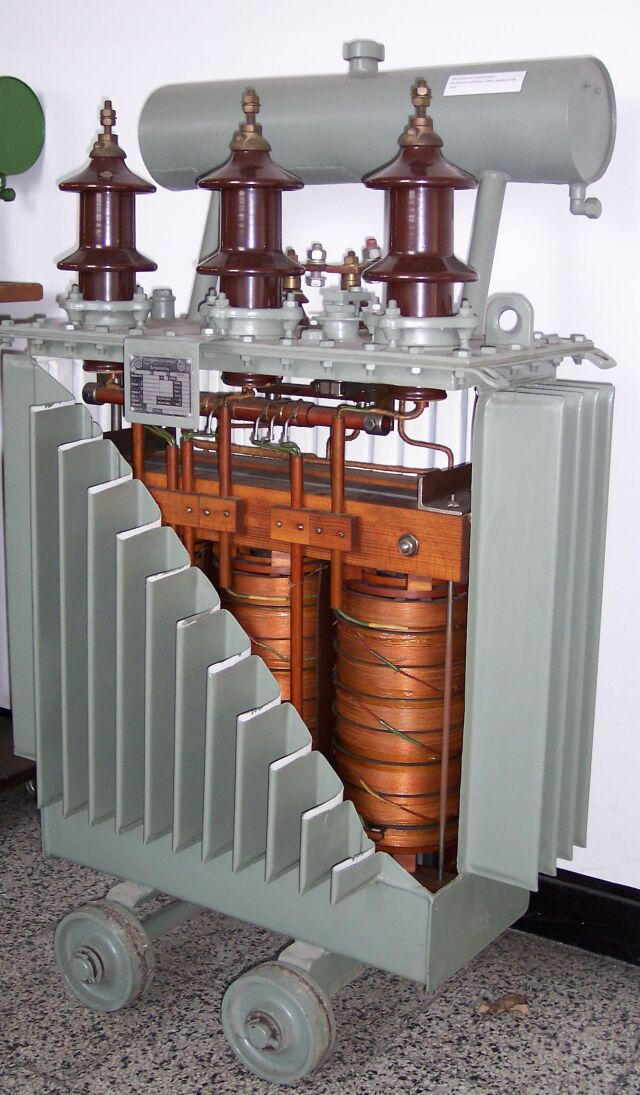
منظومة التبريد في المحولات حيث يوفر الخزان زيت التبريد اللازم, بينما تقوم المواسير بطرد الحرارة إلى الوسط الخارجي

يتم استخدام الزيت كعنصر أساسي في منظومة التبريد لأن الحرارة الداخلية في المحول إذا تركت يمكن أن تسبب خطورة شديدة، ويعتبر الزيت هو أفضل المواد المستخدمة لنقلها للخارج حيث يتنتشر الزيت بسهولة بين الملفات وتنتقل الحرارة إليه من هذه الملفات. فعند ملامسة الزيت مع الملفات والقلب سيجعل الحرارة تنتقل منهما إليه وتقوم باقي عناصر منظومة التبريد (المضخات، الراديتير، المواسير، المراوح) بطرد هذه الحرارة بعدة طرق (التوصيل، الحمل، الإشعاع) إلى الوسط الخارجي. ثم تقوم بعملية طرد للحرارة الموجوده بالزيت. ولضمان قدرة الزيت المعدني على طرد هذه الحرارة تحت الظروف المختلفة وفي مدى واسع من درجات الحرارة وظروف التشغيل يجب أن تتوافر في الزيت عدة سمات تتعلق باللزوجة ونقطة الغليان ودرجة التبخر.
وللزيت وظيفة ثانية فيتم اعتبار الزيت كعازل بين الملفات وبعضها، وبين الملفات والقلب والخزان، فالزيت يحيط بكل هؤلاء ويفصل بينهم ويزيد من قوة العازلية بينهم، وحيث أن معامل العازلية للزيت يصل إلى 2.2 (معامل عازلية الهواء يساوي 1). لذا فهو يقترب بذلك من عازلية المواد العازلو عموما، وهو أفضل كثيرا من الهواء. فعازلية الهواء أو ما يعرف بجهد الانهيار للهواء تساوي 30 كيلو فولت / سم بينما عازلية بعض الزيوت المعدنية تصل إلى 80 كيلو فولت / سم، ومن ثم يقل الإجهاد على عزل الملفات إذا كانت الملفات مغمورة في الزيت مقارنة بكونها موضوعة في الهواء. والأفضل من الزيت هو غاز سداسي فلوريد الكبريت (SF6) فتصل قوة عزلة إلى 100 كيلو فولت / سم، يساعد على تقليل حجم المحول.
والوظيفة الثالثة للزيت هو أنه يغطي كل الأجزاء المعدنية فيمنع حدوث العديد من العمليات الكيميائية مثل الأكسدة التي يمكن أن تؤثر بشدة على توصيلة الموصلات كما يمنع أي تفاعلات آخرى كالتي يتكون من بعضها الصدأ ومن ثم يمنع حدوث شوائب.
والوظيفة الرابعة للزيت في أنه يستخدم في الكشف عن العديد من الأعطال حيث أن حدوث عطل بالمحول يؤدي إلى تغيرات كيميائية في خواص الزيت داخل المحول نتيجة للطاقة الكبيرة الناتجة عن العطل، وبأخذ عينة من الزيت وتحليلها فإننا نصل إلى نتائج تساعد في تحديد نوعية العطل الداخلي بالمحول.

### الخزان
يصنع الخزان من حديد غير مغناطيسي، وتمتاز الخزانات الرئيسية في المحولات بتعدد أشكالها حسب قدرة المحول، فقد يكون سطحه مستوي وهذا النوع يستخدم للقدرات الصغيرة الأقل من 50 كيلو فولت أمبير، حيث يكون السطح المستوي كافيا للتخلص من الحرارة المتولدة بالملفات والتي تنتقل إليه بواسطة زيت التبريد. وقد يحتوي الخزان على أنابيب جانبيه كمالحولات التي تستخدم في محولات التوزيع متوسطه القدرة حيث يتم إضافة سطج تبريد على شكل أنابيب خارجية يتم لحامها على جسم الخزان وتكون مسارا متوازيا لدوران الزيت داخليا. أما النوع الثالث من الخزانات فيتم تركيب فيه زعانف تبريد على الجوانب الأربعة للمحول ويتم لحامهم معا لتكوين خزان المحولات وقد يسحب الزيت بمضخات لتبريده في هذه الزعانف (الراديتير) ثم يعاد للخزان مرة أخرى ويتم ذلك في المحولات ذات القدرات العالية.
ويركب الخزان على قاعدة تعمل على عجلات بجيث يسهل نقل المحول. وتلحم خطاطيف في الجزء العلوي من الخزان لرفعة من خلالها عند الحاجة. وتظهر أهمية الخزان في حماية القلب والملفات بداخله، يوضع فيه زيت المحولات المستخدم في التبريد وعزل المحول ويحمل مواسير الإشعاع للمحول. وفي المحولات كبيرة القدرة يزود خزان الزيت الرئيسي بأنبوبة تغلق فتحتها بواسطة شريحة زجاجية وعند حدوث خطأ تزيد كمية الغازات بالخزان فتضغط على الشريحة الزجاجية فتكسرها وتخرج الغازات إلى الجو الخارجي وكذلك الزيت الزائد. وتسمي هذة الأنبوبة بأنبوب تصريف الزيت.

### صندوق التمدد
في المحولات الكبيرة يستخدم دائما صندوق احتياطي للزيت بحيث يصبح التانك الأصلي مغمورا كليا في الزيت دون ستارة هوائية فوقه، وتنتقل الستارة الهوائية إلى التانك الاحتياطي أو صندوق التمدد. والوظيفة الأساسية لهذا التانك هو إستيعاب أي تمدد أو انكماش في حجم الزيت بعيدا عن التانك الأصلي، ويقوم بتعويض أي نقص يحدث في زيت التانك الأصلي. ويتميز بوجود مقياس لمعرفة مستوى الزيت الخاص به حتي لا ينخفض بشدة، ومزود أيضا بمؤشر يرى بالعين المجردة لمعرفة ارتفاع مستوى الزيت بداخلة. ويقدر حجم خزان التمدد بحوالي 1/10 من حجم الخزان الرئيسي.

### مغير الجهد
يعتبر مغير الجهد من أهم العناصر التي تدخل في تركيب المحول والتي لها علاقة مباشرة مع الملفات. فهو الجهاز المسئول عن تغيير النسبة بين عدد اللفات في الملفات الابتدائية إلى عدد اللفات في الملفات الثانوية وهي المعروفة ب N1/N2 وهذا الجهاز يكون موجود فقط في المحولات الكبيرة أما في المحولات الصغيرة فتكون النسبة بين عدد اللفات ثابتة. وتغيير نسبة التحويل قد يكون أثناء التشغيل أو أثناء فصل المحول، والنوعان موجدان بالخدمة ولكل منهما مميزاته وعيوبة. فالنوع الذي يغير النسبة أثناء التشغيل أفيد وأسرع لكنه أصعب في التصميم لأن التغيير يتم أثناء مرور تيار في اللفات مما قد يسبب ظهور شرارة ويستخدم في محولات القدرة حيث يتعذر فصل المحول عن الشبكة، ولذا تغمر نقط التلامس لمغير الجهد في إسطوانة بها زيت غير قابل للاشتعال.
اما النوع الثاني الذي يغير الجهد أثناء فصل المحول فيستخدم في محولات التوزيع، حيث يجب فصل مصدر الجهد المتوسط وكذلك مفاتيح الخوج لعزل المحول تماما عن الشبكة قبل عمل أي تغيير نظرا لخطورة تغير وضع مغير الجهد في وجود جهد على المحول حيث يؤدي ذلك إلى اشتعال زيت المحول.
| مغير الجهد على الحمل                        | مغير الجهد أثناء فصل المحول              |
| ------------------------------------------- | ---------------------------------------- |
| محولات القدرة                               | محولات التوزيع                           |
| يحيط بها إسطوانه مغلقة بها زيت جامد للشرارة | يحيط بها زيت المحول                      |
| يتغير أتوماتيكيا بواسطه وحدة تحكم خاصة      | يتغير يدويا بعد فصل الجهود من على المحول |

## تصنيف المحولات

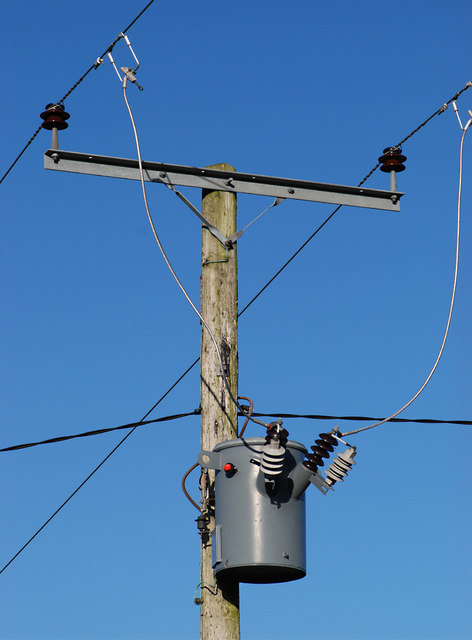
محول توزيع ثنائي الأوجه في بريطانيا

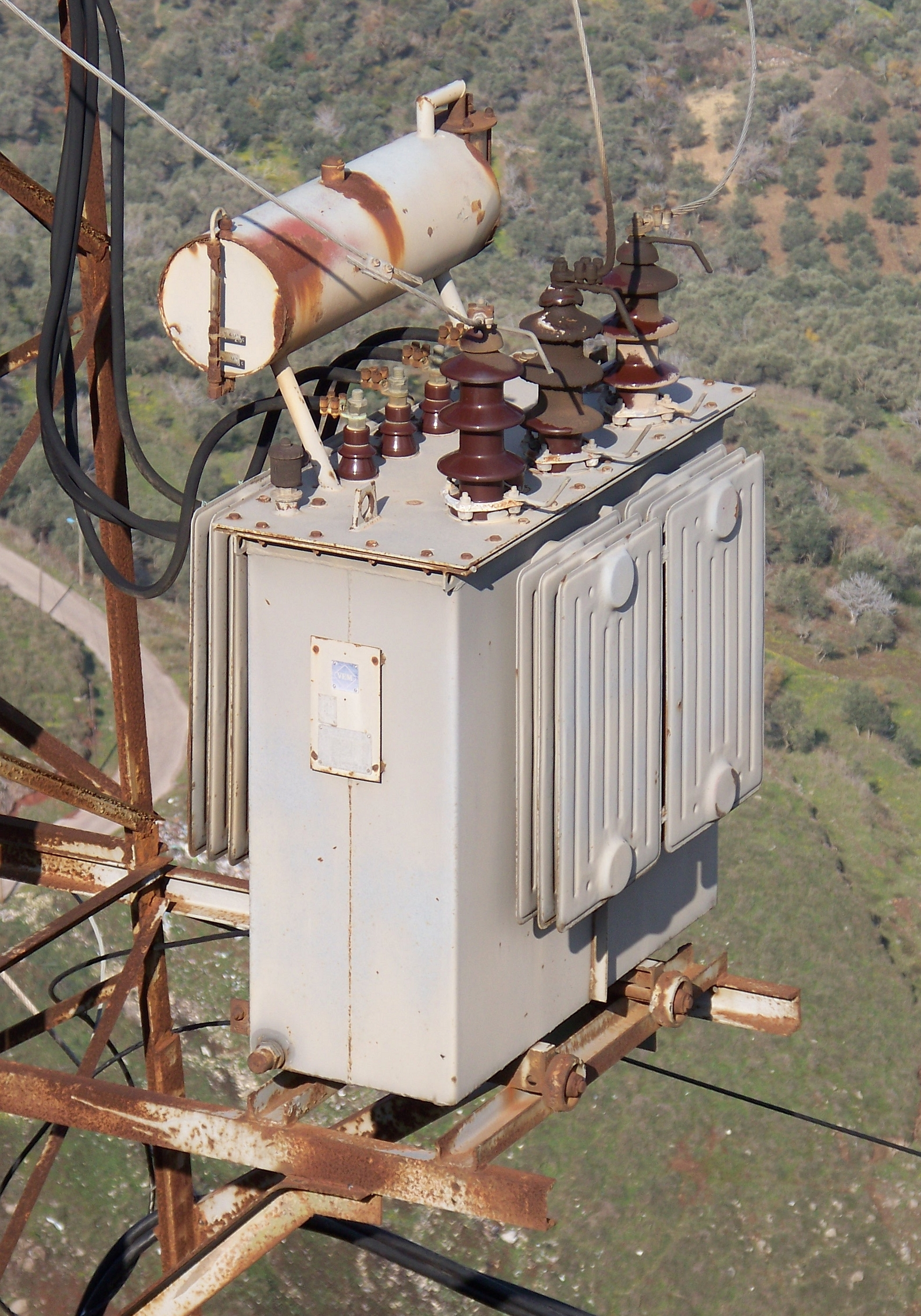
محول توزيع ثلاثي الأوجه في سوريا

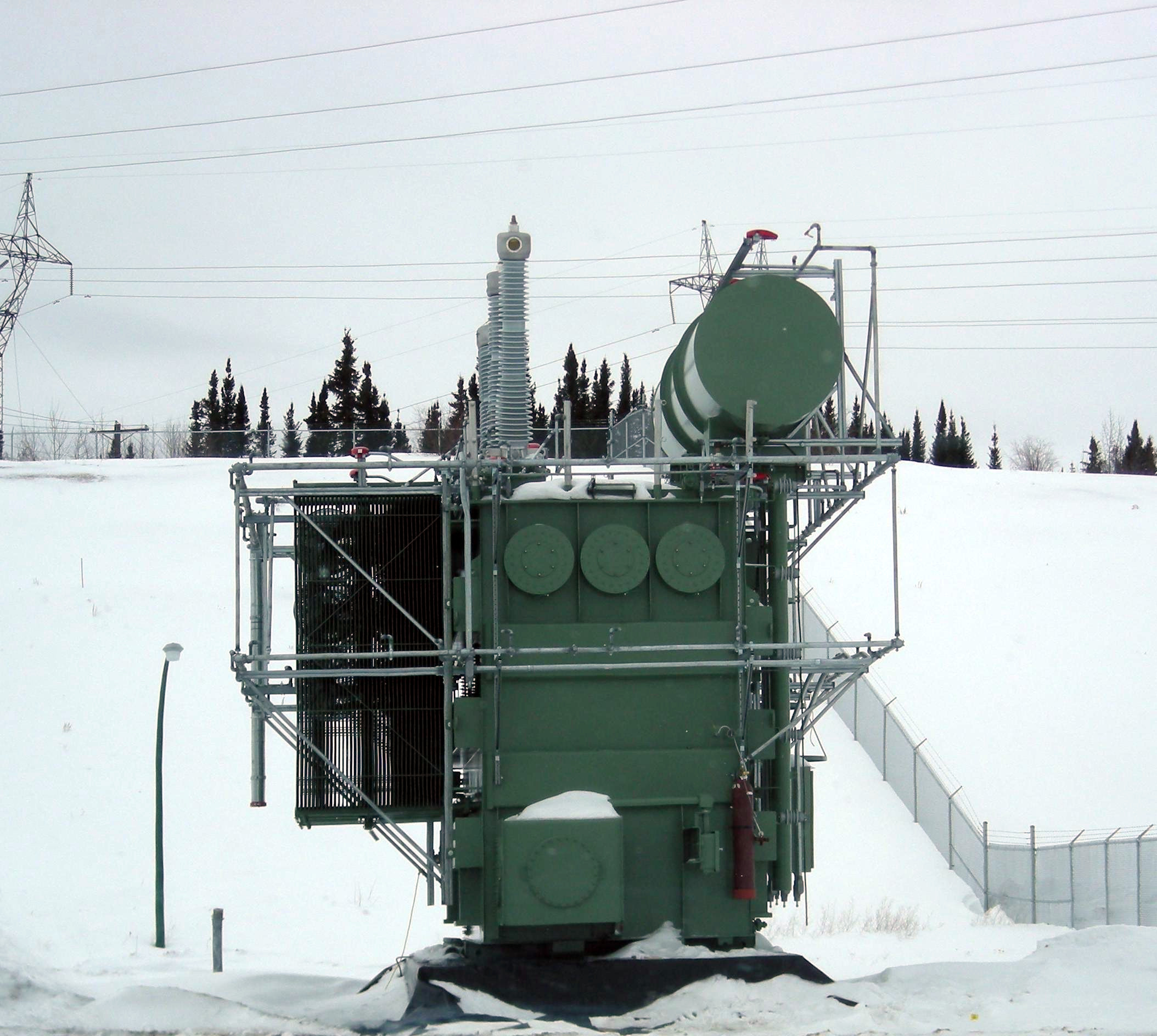
محول في محطة لإستخراج الحجر الجيري في مقاطعة مانيتوبا بكندا

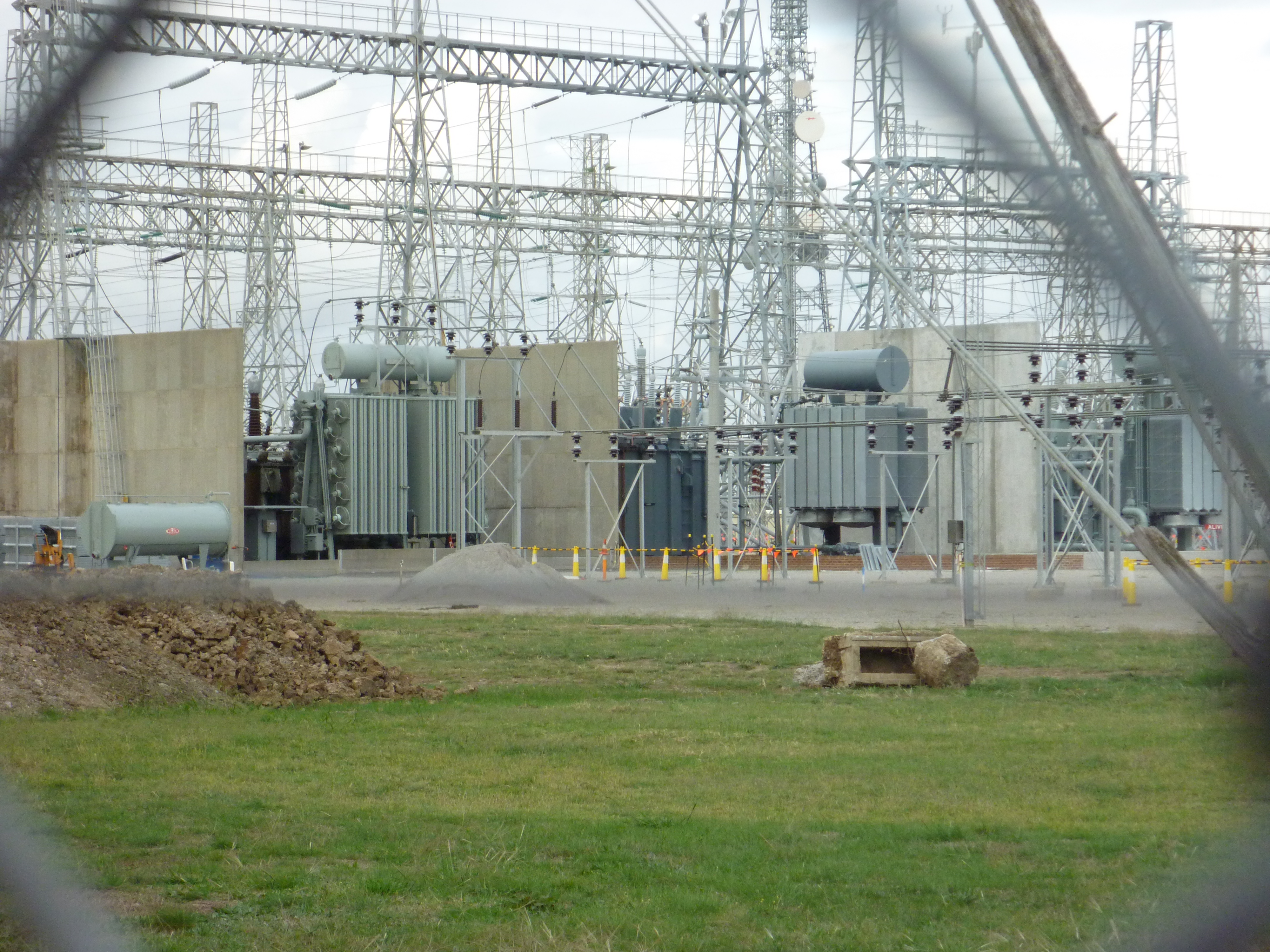
محطة فرعية في ملبورن بأستراليا بها 5 محولات يظهر في الصورة ثلاثة فقد 220 - 66 كيلو فولت, سعة المحول الواحد 150 ميجا فولت أمبير

للمحولات أنواع متعددة من حيث الحجم الوظيفة والشكل. ويمكن تقسيم المحولات الكهربائية إلى تصنفيات متعددة منها على سبيل المثال التصنيف حسب مجال الاستخدام.
التصنيف حسب مجال الاستخدام
- محول الطاقة.
- المقوم.
- توفيق المعاوقة.
- فرن القوس الكهربائي.
- محول التوزيع.
- محول القدرة.

وتتفاوت أحجام وأوزان المحولات بشكل كبير فمحول القوى يمكن أن تصل أبعاده إلى 10 أمتار سواء في الطول أو العرض أو الارتفاع، أما وزنة فيقاس بعشرات الأطنان، بينما يصل حجم محول الطاقة إلى عدة سنتيمترات، والوزن لا يتجاوز عشرات الجرامات، فشاحن المحمول مثلا ليس إلا محول صغير من محولات الطاقة والذي يتميز باستخدامه في تطبيقات الجهد المنخفض.
والفرق الأساسي بين محولات التوزيع ومحولات القدرة هو أن محول التوزيع يعمل على أحمال مختلفة، ويعمل لمدة كبيرة عند اللاحمل، أما محول القوى أو القدرة فهو يعمل عن الحمل الكامل بصفة مستمرة، ونادرا ما يعمل عند أحمال نسبتها أقل من 60 % من الحمل الكامل، لذلك يراعى عند التصميم أن تكون مفاقيد اللاحمل في محول التوزيع أقل ما يمكن. والفرق الآخر بينهما هو في الحجم والقدرة المنقولة عبر أي منهما، لكن فيما عدا ذلك فالتركيب الداخلي لهما واحد، ومواصفات اللجنة الكهروتقنية الدولية IEC مثلا لا تفرق بينهما وتعتبر أن الإسمين مترادفين. ولكن في بعض المراجع تعتبر أن المحولات ذات قدرة أقل من 500 كيلو فولت أمبير هي محولات توزيع، والمحولات ذات القدرة الأعلى من 500 كيلو فولت أمبير هي محولات قوى. ويتم تقسيم محولات القوى في التصنيف الأمريكي إلى ثلاث مجموعات حسب القدرة المقننة:
- محولات قدرة صغيرة تتراوح قدرتها من 500 كيلو فولت أمبير إلى 7500 كيلو فولت أمبير.
- محولات قدرة متوسطة تتراوح قدرتها من 7500 كيلو فولت أمبير إلى 100 ميجا فولت أمبير.
- محولات قدرة كبيرة وتكون قدرتها أكبر من 100 ميجا فولت أمبير.

التصنيف حسب عدد الأوجه 
- محول أحادي الأوجه.
- محول ثلاثي الأوجه.

التصنيف حسب طريقة التبريد 
- يبرد بالهواء العادي.
- يبرد بالزيت.
- يبرد بالماء ويكون هذا التبريد للأجزاء الخارجية فقط وذلك عقب حدوث قصر شديد في الملفات أو في القلب

التصنيف حسب نسبة التحويل 
- المحول الرافع للجهد الخافض للتيار.
- المحول الخافض للجهد الرافع للتيار.

التصنيف حسب تردد التشغيل
- محول ذو تردد منخفض جدا كمحولات القوى والتوزيع.
- محول ضغط عالي.
- محول ضغط عالي جدا.

ويتم استخدام محولات الضغط العالي ومحولات الضغط العالي جدا في أجهزة الاتصالات وأجهزة التحكم ومصادر التغذية الإلكترونية، وهي تمتاز بصغر حجمها نظرا لأن قلوبها تصنع من مواد أخف كثافة من الحديد وذات نفاذية مغناطيسية عالية.

## الدائرة المكافئة

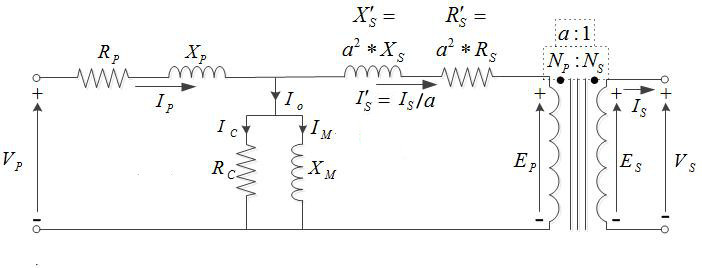
Real transformer equivalent circuit

يتم استخدام الدائرة المكافئة لتسهيل دراسة المحول ولتبسيط الحسابات، ويتم تقسيم المحول إلى جزئين:
- الجانب الابتدائي ويحتوي على مقاومة RP , ومعاوقة XP .
- الجانب الثانوي ويحتوي على مقاومة RS , ومعاوقة XS .

وفي بعض الحالات يتم نسب قيم RS , XS للجانب الابتدائي بضرب هذة القيم في بمربع النسبة بين عدد اللفات كما في المعادلة التالية (NP/NS) 2 = a2.
ويتم التعبير عن الفقد بالصورة التالية:
- الفقد في القلب الحديدي RC .
- المعاوقة المغناطيسية XM .

ويتم القيام بإختبار اللاحمل وإختبار دائرة القصر لتحديد قيم المقاومات ومفاقيد الدائرة

## تقنية كهربائية

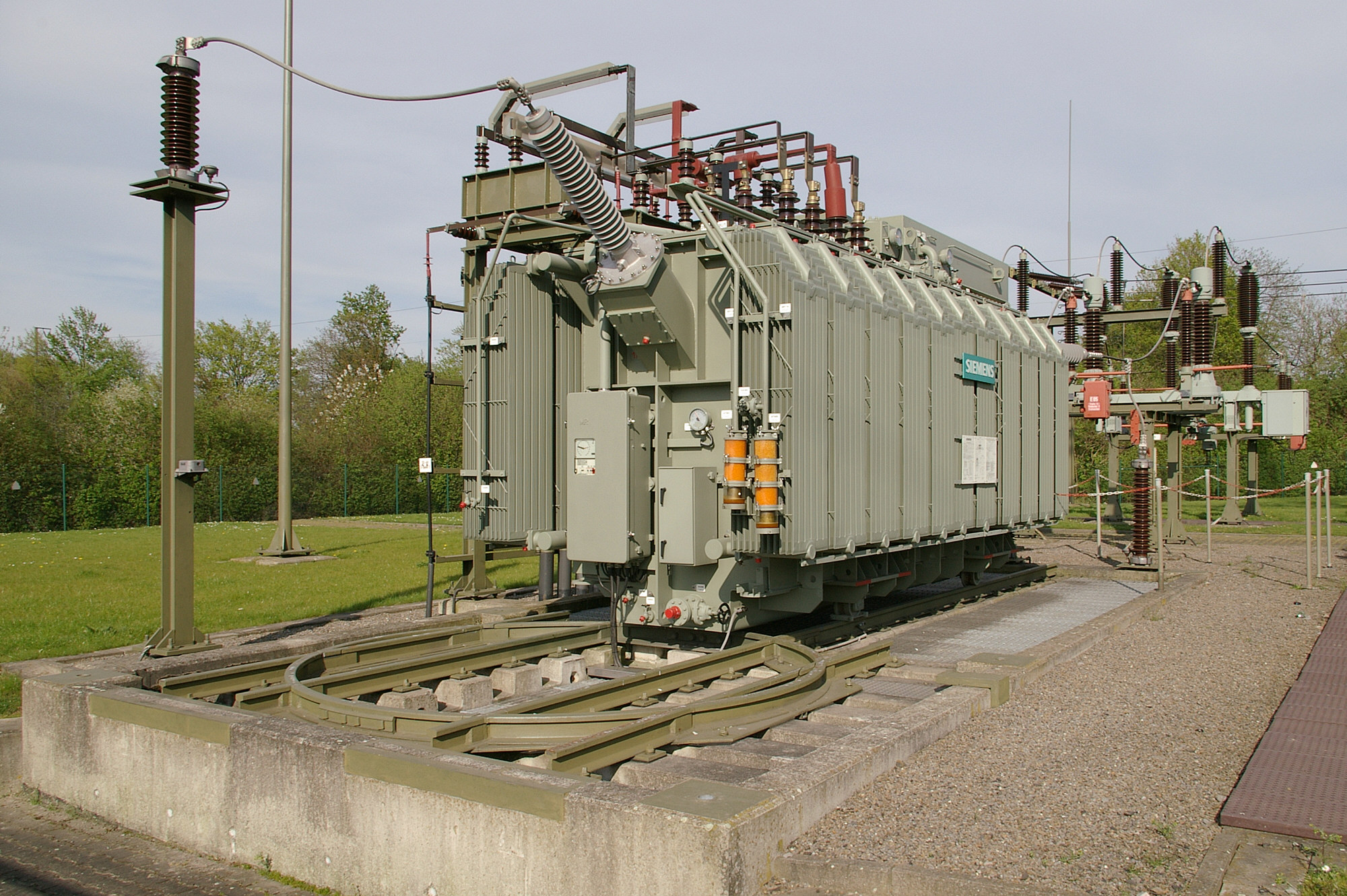
محول لتغذية مدينة صغيرة.

في التقنية الكهربائية تقوم المحولات بربط الضغوط الكهربائية على جميع المستويات في الشبكة الكهربائية. ومحولات الآت - وهي جزء من محطة القوى الكهربائية - تقوم بتحويل الضغط الناشيء عن المحاثة في المولد الكهربائي لتغذية الشبكة بضغط عالي (في الغالب 220 كيلو فولت) أو 400 كيلو فولت. وتقوم محولات بربط شبكة الضغط العالي بشبكة الضغط المتوسط على المستوى المحلي. وفي محطات للمحولات تتحول الكهرباء من الضغط المتوسط في حدود 10 - 35 كيلووات لتغذية المصانع بجهد منخفض يصل إلى 400 فولت. ونظرا لعلو تحويل الطاقة فتسمى المحولات المستخدمة في الشبكة الكهربائية محولات الضغط العالي أو محولات القوى العالية.
وتعتبر محولات الضغط العالي محولات تيار متردد وتحتوي على زيت محولات، وقد تحتوي بدلا من الزيت على راتينج محولات. وينطبق عل النوع الزيتي النظام القياسي الأوروبي EN 50464-1 أما المحولات المحتوية على الراتينج فيطبق عليها النظام القياسي الأوروبي EN 60076-11. كما يوجد النظام القياسي ل«جمعية مهندسي الكهرباء والإلكترونيات» وهو يعتبر معادلا للنظام القياسي الأوروبي.
وفي الشبكات الدائرية والشبكات متعددة التغذية تكون القدرة المحولة عن طريق توصيل على التوازي للمحولات بغرض زيادة القدرة. وتوصل فيها عادة محولات من نفس النوع أو من نفس القدرة. ويمكن تحديد نسبة التحويل للتيار المتردد بحسب نوع المحولات، كما يمكن أن يكون عددا مركبا. وبغرض الضبط يوضع في داخل المحول مفتاح لتحويل الحالات المختلفة للجهد الناشيئ.
وفي الشبكات الواسعة التي تحوي عدة توصيلات متوازية ويكون لكل منها قرة مختلفة، وكذلك في توصيلات موازية لضمان توصيل أنظمة الكبلات، قد يالزم اساتخدام محولات خاصة لإزاحة الطور بغرض ضبط توزيع القدرة الكهربائية.
كما يطبق مبدأ المحول في التقنية الكهربائية على المبدلات وبواسطتها يمكن قياس تيار كهربائي شديد حيث يحول فيها التيار أولا إلى تيار منخفض. وتتكون المبدلات في الغالب من قلب حلقي ذو ملف ثانوي وتحيط الحلقة بالسلك الموصل المرغوب قياس التيار المار فيه. كما يوجد نوع يسمى ملف روجوفسكي وهي عبارة عن مبدل لا ينتوي على قلب صلب.
وفي تجربة توكاماك وهي أحد التجارب التي تعلق عليها آمال إنتاج الطاقة الكهربائية عن طريق التحكم في لطاقة الهيدروجينية فهده التجربة مصممة أيضا طبقا لمبدأ عمل المحول. ففي غرفة مفرغة حلقية ضخمة يحدث أولا عملية تفريغ كهربائي عن طريق ملفات خاصة، مرتصة حول غرفة المفرغة وفيها بترتفع شدة التيار شيئا فشيئا. وتشكل الملفات فيه هذا النظام كملفات ابتدائية، ويشكل الغاز داخل الغرفة المفرغة «الملف الثانوي»، وتعمل على اصتدام أنوية الذرات المتأينة (البلازما) داخل الغرفة وحدوث الاندماج النووي.
المعادلة المثالية للقدرة

المحول النموذجي.

إذا وصل الملف الثانوي بجهاز بحيث يسير التيار، فإن القدرة الكهربائية P تتحول من الملف الأولي إلى الملف الثانوي. ويكون المحول نموذجيا، أي تكون كفاءته مثالية، إذا تحولت كل الطاقة المبذولة في الملف الأولي إلى المجال المغناطيسي ومنه إلى الملف الثانوي بالكامل. وباعتبار تلك الحالة المثالية، فتكون كل الطاقة الكهربائية المبذولة مساوية للطاقة الناتجة في الملف الثانوي:
{\displaystyle P_{\text{incoming}}=I_{\text{p}}V_{\text{p}}=P_{\text{outgoing}}=I_{\text{s}}V_{\text{s}},\!}
وهي تعطي معادلة المحول النموذجي:
{\displaystyle {\frac {V_{\text{s}}}{V_{\text{p}}}}={\frac {N_{\text{s}}}{N_{\text{p}}}}={\frac {I_{\text{p}}}{I_{\text{s}}}}.}
والمحولات المعتادة تكاد أن تكون نموذجية ن ولهذا فهذه المعادلة تعطي تقريبا مقبولا.
إذا زاد الجهد فإن التيار ينخفض بنفس النسبة. وتنتقل المعاوقة في إحدى الدائرتين متناسبة مع مربع نسبة أعداد اللفات.
فعلى سبيل المثال إذا وصلت المعاوقة Zs بين طرفي الملف الثانوي، فتبدو للملف الأول كما لو كانت (Np/Ns)2Zs.
وتلك العلاقة عكسية أيضا، حيث تبدو المعاوقة Zp في الملف الأول نحو Ns/Np)2Zp للملف الثاني.

## الضوضاء في المحولات
تنبعث العديد من الأصوات من المحولات بعضها يكون طبيعي والبعض الآخر يكون عالى وتعتبر إشارة على وجود خطب ما .. ومصادر هذه الأصوات عديدة منها اهتزاز القلب الحديدي، اهتزاز الملفات، مراوح التبريد.
اهتزاز القلب الحديدي للمحول يعتبر المصدر الأساسي للضوضاء فعندما تتمغنط شريحة من الصلب فإنها تنكمش أو تتمدد بنسبة صغيرة تصل إلى حوالي 10 ميكرو لكل متر وهذا التغير يتسبب في صوت يشبة الزن . أما بالنسبة لصوت مراوح التبريد فهو نتيجة لمرور الهواء على ريش هذه المراوح ويتناسب شدة الصوت طرديا مع كمية الهواء وسرعة المروحة، ولخفض صوت المراوح يجب تخفيض سرعة المراوح عن طريق زيادة عددها .

## اقرأ أيضًا
- محول تيار متردد
- محوال
- محول مثلثي نجمي
- سواقة متغيرة التردد
- محول التيار
- مقوم
- مبدل رقمي تناظري
- مبدل تناظري رقمي
- معاوقة
- تنظيم الجهد
- منظم الجهد
- محول طاقة كفء
- محول الوسائط
- محول تضمين
- محول مقوم
- برولك جنرال إلكتريك
- مغير (محولات)